# Cheap Trick (1977)
Cheap Trick è il primo album in studio della rock band Cheap Trick, pubblicato nel 1977 e ripubblicato nel 1998 con l'aggiunta di 5 bonus track.

## Tracce
1. ELO Kiddies - 3:41 - (Rick Nielsen)
2. Daddy Should Have Stayed In High School - 4:44 - (Rick Nielsen)
3. Taxman, Mr. Thief - 4:16 - (Rick Nielsen)
4. Cry, Cry  - 4:22 - (Nielsen, Robin Zander, Tom Petersson)
5. Oh, Candy - 3:07 - (Rick Nielsen)
6. Hot Love - 2:30 - (Rick Nielsen)
7. Speak Now or Forever Hold Your Peace  - 4:35 - (Terry Reid)
8. He's a Whore - 2:43 - (Rick Nielsen)
9. Mandocello - 4:47 - (Rick Nielsen)
10. The Ballad of T.V. Violence - 5:15 - (Rick Nielsen)

## Bonus tracks (1998)
1. Lovin' Money - 4:09 - (Rick Nielsen)
2. I Want You To Want Me - 2:43 - (Rick Nielsen)
3. Lookout - 3:30 - (Rick Nielsen)
4. You're All Talk - 3:31 - (Nielsen, Petersson)
5. I Dig Go-Go Girls - 3:06 - (Rick Nielsen)

## Singoli (Lato A/Lato B)
- (1977) - "Oh Candy/Daddy Should Have Stayed in High School"
- (1979) - "ELO Kiddies"

## Formazione
- Robin Zander - voce, chitarre
- Rick Nielsen - chitarre
- Bun E. Carlos - batteria
- Tom Petersson - basso elettrico